# Otep Shamaya
Otep Shamaya (7 november 1979) is een Amerikaanse zangeres, liedjesschrijfster en spoken-wordperformer. Ze maakte haar muzikaal debuut in 2000 met de door haar opgerichte metalband Otep.

## Biografie
Shamaya werd bekend als frontvrouw van de nu-metalband Otep, die in 2000 werd opgericht. In de metalwereld is ze bekend door haar gebruik van death-grunts. Naast dat ze zingt schrijft Shamaya ook liedteksten en gedichten. Ze was stemacteur in The Hobbit: The Battle of the Five Armies.  

## Trivia
- Shamaya is vegetariër en openlijk lesbisch.[3]